# Pusad
Pusad är en ort i Indien.   Den ligger i distriktet Yavatmal och delstaten Maharashtra, i den centrala delen av landet, 1 000 km söder om huvudstaden New Delhi. Pusad ligger 336 meter över havet och antalet invånare är 71 588.
Terrängen runt Pusad är platt. Runt Pusad är det ganska tätbefolkat, med 192 invånare per kvadratkilometer. Det finns inga andra samhällen i närheten. Trakten runt Pusad består till största delen av jordbruksmark.